# Yvonne Preiswerk
Yvonne Preiswerk, née le 3 juin 1937 et originaire des Ormonts (Vaud) et morte le 14 avril 1999, est une anthropologue suisse, chargée de cours à l'Institut universitaire d'études du développement (IUED) de Genève, professeur d'ethnologie aux Universités de Fribourg et de Genève. Auteure d'une étude sur les rites mortuaires, elle est aussi éditrice scientifique et directrice de publications dans différents domaines de l'anthropologie.

## Biographie
Après une formation commerciale, Yvonne Preiswerk s'installe en Argentine durant quatre ans avec son mari et ses deux filles. À son retour, elle se fixe à Genève. En 1972, mère au foyer, parlant anglais, allemand et espagnol, elle reprend sa formation en obtenant un diplôme d'anthropologie à l'Institut universitaire d'études du développement (IUED) à Genève.
En 1981, elle publie Moi Adeline, accoucheuse, un livre qui recueille le témoignage d'une sage-femme du Val d'Anniviers Adeline Favre. Elle fait une thèse de doctorat en histoire et civilisation à l'Université Jean-Moulin - Lyon III. Elle est spécialiste des sociétés des Alpes valaisannes et vaudoises.
Yvonne Preiswerk est chargée de cours à l'Institut universitaire d'études du développement (IUED) à Genève. 

### La mort
Yvonne Preiswerk est l'auteure d'une étude intitulée Le repas de la mort, publiée en 1983 et préfacée par le professeur de la Sorbonne Georges Balandier et consacrée aux rituels funéraires et aux repas d'enterrement chez les protestants du village vaudois des Ormonts et chez les catholiques du Val d'Anniviers.
Elle rencontre en 1977 le sociologue et ethnologue suisse Bernard Crettaz qu'elle épouse en secondes noces et avec lequel elle fonde la Société d'études thanatologiques de Suisse romande en 1982. Le couple Preiswerk-Crettaz organise des colloques autour de la mort : le premier étant consacré à « La mort tabou ». Lors du colloque de 1988, le thème est « La mort à la mode ». Tout au long de sa carrière, Yvonne Preiswerk consacre des recherches et donne des conférences sur ce sujet.

### Thèmes de société
Yvonne Preiswerk traite également d'autres thèmes inscrits dans sa spécialisation sur les populations des Alpes vaudoises et valaisannes : elle s'intéresse aux combats des vaches d'Hérens en Valais et plus largement à l'avenir de l'élevage, elle apporte une réflexion sur le rapport des populations de montagne à l'avalanche. Elle porte son regard d'anthropologue sur différents thèmes de société : la nourriture, la politique suisse lors de la candidature de Christiane Brunner au Conseil fédéral, les inégalités entre les pays du Nord et du Sud ainsi que les rapports sociaux entre hommes et femmes dans le cadre de la coopération au développement.  
Une collection des colloques genres de l'IUED porte le nom d'Yvonne Preiswerk.    

## Publications[13]
- La mort, le vin, le fromage et le pain : repas d'enterrement dans le Val d'Anniviers : réflexion sur la transformation des sociabilités paysannes Travail de mémoire, 1980
- Moi Adeline, accoucheuse, éditions Monographic 1982
- Le repas de la Mort, éditions Monographic, 1983
- Créativité, femmes et développement, Ouvrage issu d'un colloque qui s'est tenu en novembre 1996 à Genève. - Ouvrage en français comprenant des textes en anglais et en espagnol
- La Pensée métisse, croyances africaines et rationalité occidentale en questions, sous la direction de Yvonne Preiswerk et Jacques Vallet, Paris : Presses universitaires de France ; Genève : Institut universitaire d'études du développement, 1990
- Pratiques de la dissidence économique : réseaux rebelles et créativité sociale, sous la direction de Yvonne Preiswerk et Fabrizio Sabelli, Paris : Presses universitaires de France ; Genève : Institut universitaire d'études du développement, 1998